# Ocice (stacja kolejowa)
Ocice – stacja kolejowa w Chmielowie, w województwie podkarpackim, w Polsce. Obecnie nie zatrzymują się na niej pociągi pasażerskie.